# Paissandu AC
Paissandu AC is een Braziliaanse sportclub uit Rio de Janeiro.

## Geschiedenis
De club werd in 1872 opgericht als cricketclub Rio Cricket. In 1875 wordt de naam gewijzigd in Paysandu Cricket, de eerste georganiseerde sportclub van het land. Thuishaven van de club ligt in de wijk Laranjeiras. 
In 1906 krijgt de club ook een voetbalafdeling en neemt deel aan het eerste staatskampioenschap en werd tweede achter Fluminense. De volgende jaren speelde de club een bijrol en in 1909 en 1910 namen ze zelfs niet deel aan de competitie. In 1912 werd de club wel kampioen, met twee punten voorsprong op Flamengo. Twee jaar later wordt de club laatste en verliet hierna de competitie. 
De naam wordt hierna gewijzigd in Paissandu Atlético Clube. De club is intussen ook actief in tennis, squash en bowling
In 1953 verhuisde de club naar de wijk Leblon.

## Erelijst
Campeonato Carioca
1912